# Stronnictwo Narodowo-Radykalne
Stronnictwo Narodowo-Radykalne (zwane także Stronnictwem Radykalno Narodowym lub Związkiem Radykałów Narodowych) – partia działająca w latach 1913-1917
Nieliczna organizacja skupiająca inteligencję Królestwa Polskiego. Powstało w 1913 roku początkowo umiarkowanie krytykujące orientujących się na Rosję narodowych demokratów. Po wybuchu wojny stopniowo przechodziło do polityki antyrosyjskiej. Należało kolejno do Zjednoczenia Organizacji Niepodległościowych, Bloku Centrum i Stałego Porozumienia. Od listopada 1915 do marca 1916 było zblokowane z Ligą Państwowości Polskiej i Polskim Zjednoczeniem Narodowym podzielając orientację na Austro-Węgry swych partnerów politycznych. W lipcu 1916 r. SN-R weszło do Centralnego Komitetu Narodowego a w listopadzie tego roku do Rady Narodowej. Przywódcami Stronnictwa byli Stanisław Patek, Eugeniusz Śmiarowski i Henryk Tennenbaum. Pod wpływami SN-R znajdowała się "Nowa Gazeta" wydawana w Warszawie.
27 stycznia 1917 połączyło się ze Stronnictwem Pracy Narodowej i Polskim Zjednoczeniem Postępowym w Zjednoczenie Stronnictw Demokratycznych.